# Bahna (Letovice)
Bahna (německy Bahna) jsou osada, dnes součást města Letovice v okrese Blansko. Bahna tvoří jednu ze základních sídelních jednotek města a zároveň jsou jedním z jeho katastrálních území. V roce 2011 zde trvale žili 4 lidé.
Osada se nachází na severním okraji katastru města, východně od Dolního Smržova, na svahu kopce Na zbytcích, v nadmořské výšce přibližně 500 m. Bahna jsou přístupná po silnici vedoucí z blízkého Rumberku. Osadou prochází cyklotrasa č. 5167.
Bahna byla od roku 1850 součástí Dolního Smržova, přičemž ve druhé polovině 19. století jméno kolísalo mezi tvary „Bahna“ a „Bahno“. Společně s Dolním Smržovem se v roce 1960 staly součástí Skrchova a v roce 1986 součástí Letovic.